# Giuliano Mazzoni
Giuliano Mazzoni (Forlì, 9 gennaio 1950) è un pilota di rally italiano.
In coppia con il co-pilota Massimo Liverani ha vinto su Opel Corsa alimentata a biodiesel le edizioni 2007 e 2008 del Campionato del mondo FIA energie alternative, mentre si è classificato secondo alle spalle di Raymond Durand nell'edizione 2009.